# Euthalia ira
Euthalia ira är en fjärilsart som beskrevs av Moore 1897. Euthalia ira ingår i släktet Euthalia och familjen praktfjärilar. Inga underarter finns listade i Catalogue of Life.